# 에이크쉬르니르

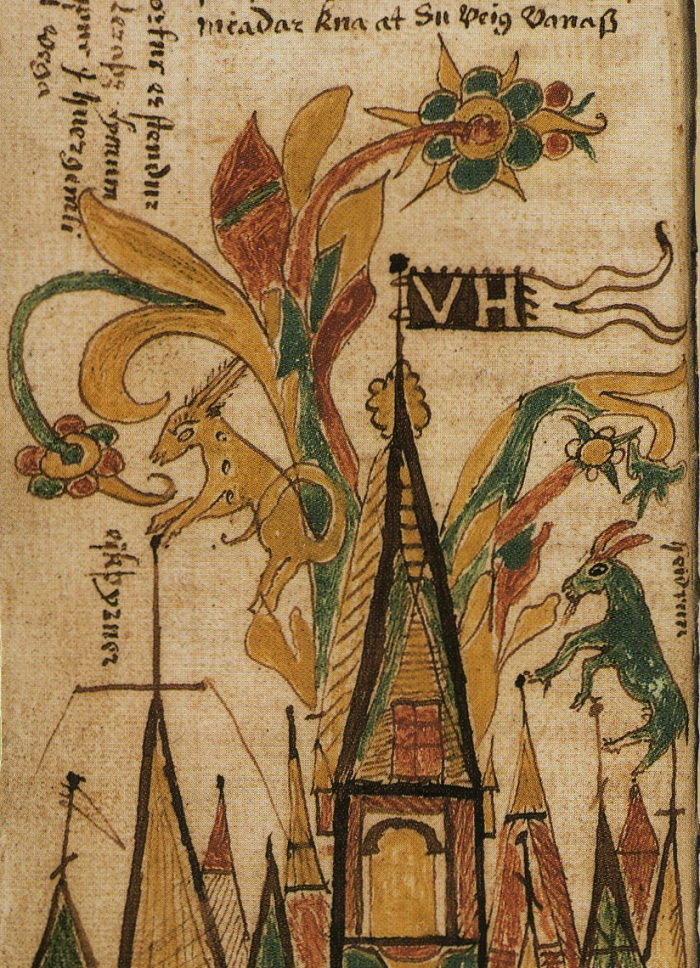

에이크쉬르니르(고대 노르드어: Eikþyrnir→참나무 가시)는 노르드 신화에서 발홀 지붕 위에 사는 수사슴이다. 《신 에다》의 〈길피의 속임수〉에서 헤이드룬을 소개한 바로 다음 소개된다.
| 노르드어: Enn er meira mark at of hjörtinn Eirþyrni, [sic] er stendr á Valhöll ok bítr af limum þess trés, en af hornum <hans> verðr svá mikill dropi at niðr kemr í Hvergelmi, en þaðan af falla ár þær er svá heita: Síð, Víð, Sekin, Ekin, Svöl, Gunnþró, Fjörm, Fimbulþul, Gipul, Göpul, Gömul, Geirvimul, þessar falla um ásabygðir. Þessar eru enn nefndar: Þyn, Vin, Þöll, Böll, Gráð, Gunnþráin, Nyt, Nöt, Nönn, Hrönn, Vína, Veg, Svinn, Þjóðnuma. — (ch. 39; Normalized text of the R manuscript) | 영어 중역(Brodeur's translation): 또한 더욱 주목할 만한 것은 수사슴 에이크쉬르니로, 발홀 위에 서서 나무의 가지를 씹는다. 그리고 그 뿔에서 스며나온 것이 떨어져 흐베르겔미르에 모이는데, 그곳에서 세상의 모든 강물이 시작되니 곧 시드, 비드, 쇠킨, 에이킨, 스볼, 군트라, 표름, 핌불툴, 기풀, 고풀, 고물, 게이르비물이 그 강들이다. 또 에시르의 집 앞으로 흘러가는 강들로 쉰, 빈, 톨, 홀, 그라드, 군트라인, 뉘트, 논, 흐론, 비나, 베그스빈, 툐드누마가 있다. -- Brodeur's translation |  |